# Georg Maas (Musiker)
Georg Berges-Maas, geboren als Georg Maas (* 1. Juli 1962), auch bekannt als „Jurij G.“, ist ein deutscher Musiker aus Münster.
Er sang und spielte Gitarre und Bass unter anderem in den Bands Oncel Dagogo, Scream and Shout und El Bosso & die Ping-Pongs.
Heute ist er Musiktherapeut am Universitätsklinikum Münster und Chorleiter und leitet unter anderem die Chöre Velvet Voices und Alien Riders.
Er ist der jüngere Bruder des Musikers Ekkehard „Ekki“ Maas.